# Villandry
Villandry ist eine etwa 1.138 Einwohner (Stand 1. Januar 2022) zählende französische Gemeinde in der Region Centre-Val de Loire im Département Indre-et-Loire.

## Toponym
Der Ortsname wird als Zusammenfassung zweier Wörter (villa und Andric) aufgefasst – er würde also in etwa „Landgut des Andric“ bedeuten.

## Lage
Villandry liegt auf einer Höhe von ca. 50 Metern ü. d. M. an der Mündung des Flusses Cher in die Loire, etwa 17 Kilometer (Fahrtstrecke) südwestlich von Tours. Der Ort selbst wird vom Vieux Cher durchquert, der die Gärten des Schlosses Villandry mit Wasser versorgt.

## Bevölkerungsentwicklung
| Jahr      | 1962 | 1968 | 1975 | 1982 | 1990 | 1999 | 2006 | 2018 |
| Einwohner | 588  | 610  | 679  | 742  | 776  | 920  | 1111 | 1124 |

Im 19. Jahrhundert hatte die Gemeinde, zu der auch mehrere Weiler und Einzelgehöfte gehören, beständig zwischen 800 und 1030 Einwohner. Infolge der Reblauskrise und der Mechanisierung der Landwirtschaft ist die Zahl der Einwohner in der ersten Hälfte des 20. Jahrhunderts bis auf den Tiefststand von 588 im Jahr 1962 gesunken. Die gegenüber der Großstadt Tours vergleichsweise günstigen Grundstückspreise und Mieten sowie der Tourismus haben seitdem zu einer beständigen Zunahme der Bevölkerung geführt.

## Wirtschaft
Über Jahrhunderte war der kleine Ort Teil einer sich weitgehend selbstversorgenden Landwirtschaft. Der Bau des Schlosses führte zum Entstehen von kleinen Handwerksbetrieben. Seit den 1960er Jahren spielen der Kultur- und Weintourismus eine wichtige Rolle im Wirtschaftsleben der Gemeinde.

## Geschichte
Die Geschichte des Ortes reicht in die gallo-römische Zeit und vielleicht sogar noch weiter zurück. In der mittelalterlichen Burg wurde im Jahr 1189 der Friede von Colombiers geschlossen, bei dem der englische König Heinrich II. gegenüber dem französischen König Philipp August eine Niederlage eingestehen musste. Der Bau des heutigen Schlosses durch Jean le Breton, Finanzminister Franz I., begann im Jahre 1532 mit dem Abriss der alten Burg.

## Sehenswürdigkeiten

### Sonstige

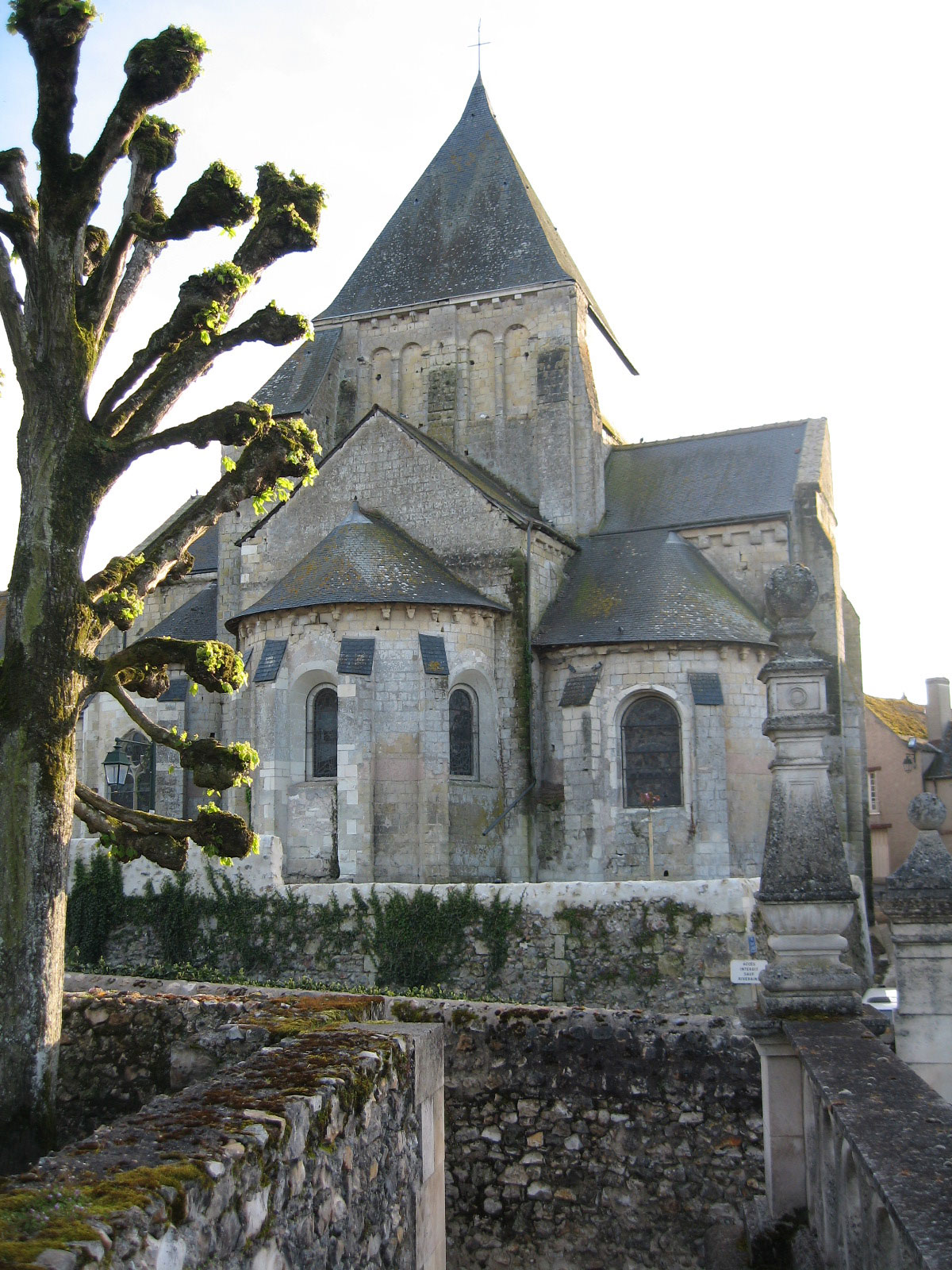
Ostpartie der Kirche Saint-Étienne mit Transept, Vierungsturm und drei Apsiden

- Die Pfarrkirche des Ortes (Église Saint-Étienne) ist ein einschiffiger Bau. Die Apsis einer  Vorgängerkirche aus dem 11. Jahrhundert wurde Ende des 12. Jahrhunderts abgerissen und es entstand das durchaus imposante neue Querhaus mit seinem Vierungsturm und den drei Apsiden, denen die Kirche ihr spätromanisches Erscheinungsbild verdankt. Auch das Kirchenschiff sollte abgerissen werden; wahrscheinlich wegen fehlender Geldmittel blieb es jedoch erhalten. Im Jahre 1505 wurde sie dem Priorat Saint-Cosme im Westen der Stadt Tours angegliedert; Pierre de Ronsard verbrachte dort die letzten 20 Jahre seines Lebens. Die Kirche ist seit 1926 als Monument historique[1] eingestuft.
- Der Herrensitz Manoir de Foncher stammt aus dem 16. Jahrhundert, wurde jedoch im 19. Jahrhundert restauriert und ergänzt. Das Hauptgebäude besteht aus einem Wohntrakt (corps de logis) mit zwei seitlichen Rundtürmen. Der in Privatbesitz befindliche Gebäudekomplex liegt auf dem Nordufer des Cher und ist von Villandry aus wegen fehlender Brücken nur schwer zu erreichen. Auch er ist seit 1962  als Monument historique[2] anerkannt.
- Zwei Kilometer südwestlich des Ortes steht umgeben von Bäumen ein 3,65 Meter hoher Stein (Pierre Aux Joncs), der als Menhir oder auch als Teil eines Großsteingrabes (Dolmen) angesehen wird, da im 19. Jahrhundert in seiner Nähe die Bruchstücke eines weiteren Steins gefunden wurden, die aber inzwischen verschwunden sind. Da der Stein kaum Bearbeitungsspuren aufweist, ist es jedoch unsicher, ob es sich überhaupt um ein von Menschenhand aufgerichtetes Monument aus der Zeit der Megalithkultur handelt.